# Maschinenfabrik Alfing Kessler
Koordinaten: 48° 51′ 22″ N, 10° 6′ 18″ O
Die Maschinenfabrik Alfing Kessler GmbH ist ein metallverarbeitender Betrieb, der sich auf die Herstellung von Kurbelwellen, Hardening Machines, kubische Teile und rotationssymmetrische Teile spezialisiert hat und im Aalener Stadtteil Wasseralfingen ansässig ist. Die Mafa ist Innovationsführer von hochpräzisen Bauteilen.

## Firmenzweige
Die Maschinenfabrik wurde am 25. April 1911 durch die damaligen Geschäftsführer Karl Kessler und Franz Dopfer jr. in Wasseralfingen gegründet, heute Teil der Stadt Aalen. 1938 wurde als erster Firmenzweig eine Nabenfabrik gegründet, deren Name 1980 in Alfing Kessler Sondermaschinen GmbH geändert wurde. Ihr Sitz ist ebenfalls in Wasseralfingen. 1950 erfolgte die Gründung der Kessler&Co. GmbH & Co. KG mit Sitz in Abtsgmünd. 1981 kam mit der Alfing Montagetechnik GmbH mit Sitz in Wasseralfingen ein weiterer Zweig hinzu. Die genannten Firmenzweige sind jeweils rechtlich selbstständige Firmen (Kessler & Co. GmbH & Co. KG seit 1950, Alfing Kessler Sondermaschinen GmbH seit 1980 und Alfing Montagetechnik GmbH seit 1981). Im Mai 2018 gründeten die Maschinenfabrik Alfing Kessler und das chinesische Unternehmen Guilin Fuda Co. das Joint Venture „Guilin Fuda Alfing Large Crankshaft Co.“ in Guilin (China). Gefertigt werden dort Großkurbelwellen von 1,6 bis 4 m Länge.

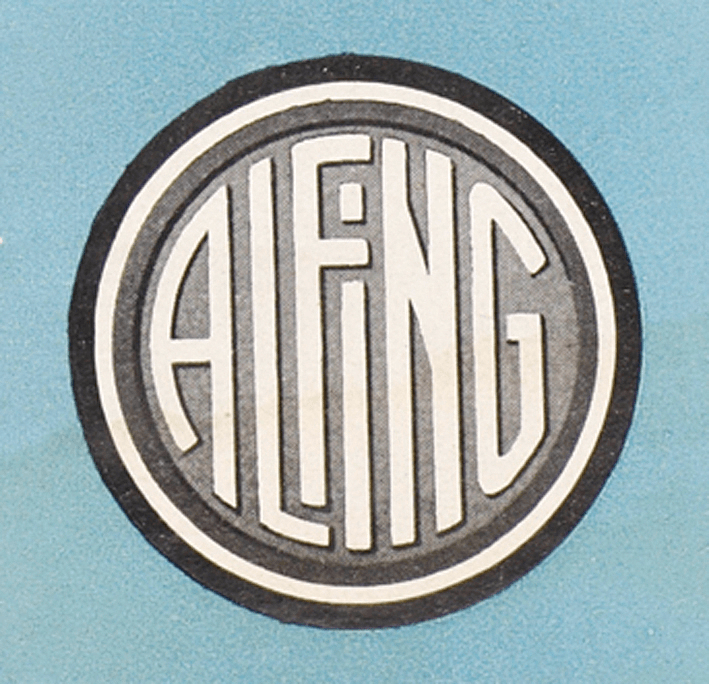
Alfing Logo 1911

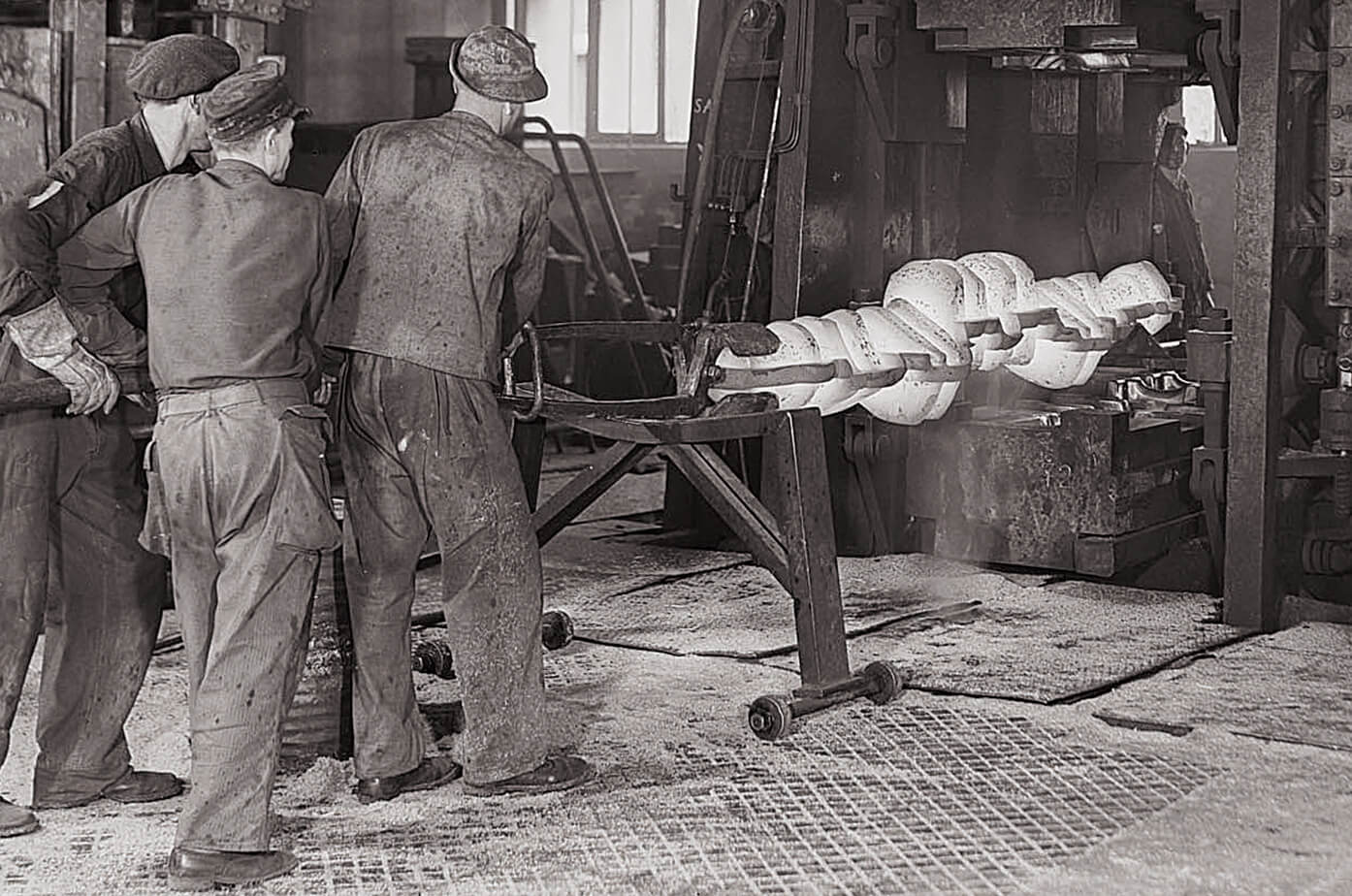
Alfing Schmiede 1930

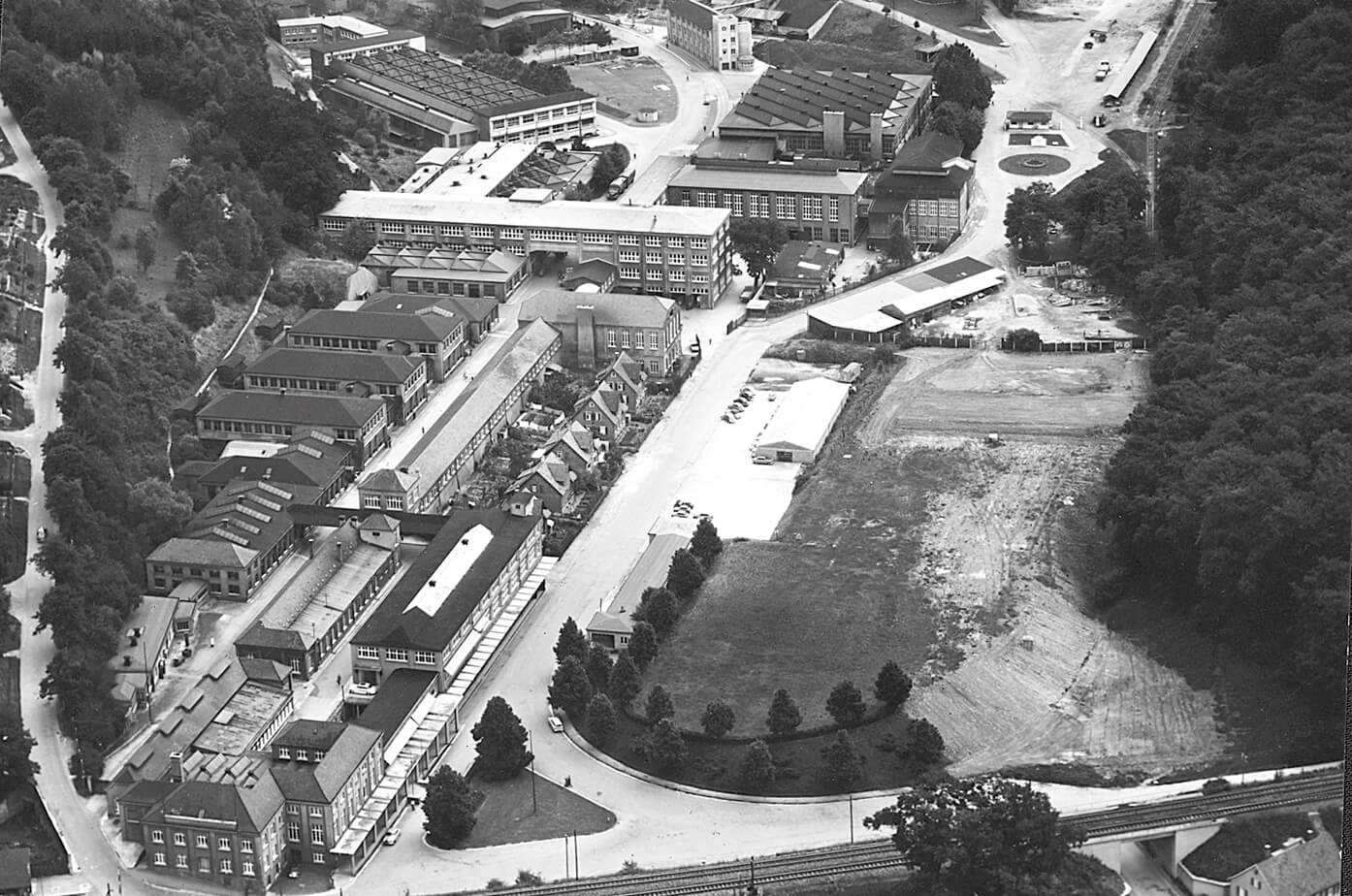
Firmengelände MAFA Alfing Kessler 1950

## Unternehmensgruppe
- 2013 wurde die Maschinenfabrik ALFING Kessler Shanghai Co., Ltd. gegründet mit dem Ziel der vor Ort Fertigung von Großkurbelwellen und Induktionshärteanlagen in China.
- 2018 wurde gemeinsam mit der chinesischen Firma Guilin Fuda Co., Ltd. das Gemeinschaftsunternehmen (Joint Venture) Guilin Fuda Alfing Large Crankshaft Co., Ltd. gegründet.

## Geschäftsbereiche
Die drei Geschäftsbereiche der Maschinenfabrik Alfing Kessler GmbH gliedern sich in Industrial Components, Power Components und Hardening Machines auf.
Der Bereich Industrial Components, der größte Geschäftsbereich von Alfing, deckt Großkurbelwellen und weitere Bauteile von 1,5 bis 8 m Länge und einem Hüllkreis bis zu 900 mm Durchmesser ab. Die Rohteilversorgung für den Bereich erfolgt fast ausschließlich durch die Alfing Gesenk- und Pressenschmiede.
Im Bereich Power Components liegt das Augenmerk auf der Serienfertigung von Automotive-Kurbelwellen sowie Bauteile weiterer Anwendungsgebiete bis ca. 1,5 m Länge. Durch den Einsatz von Robotern, CNC-Drehfräszentren und Fertigungsinseln können mehrere Bearbeitungsschritte in einer Aufspannung durchgeführt werden.
Das Herstellen von Maschinen für das induktive Härten ist das Haupttätigkeitsgebiet der Hardeningbereichs von Alfing.

## Geschichte

### Odyssee eines Riesen
Während des Zweiten Weltkrieges hatte Alfing bei der Firma Bêché einen hydraulischen Gegenschlaghammer mit 63-mt-Schlagenergie (630 kJ) und einem Gewicht von 450 t zum Schmieden von großen Gesenkwellen gekauft. Nachdem sich die Auslieferung des größten Gegenschlaghammers der Welt (Stand 1942) immer weiter verzögerte, wurde er zum Kriegsende von der US-Militärregierung in die USA verschifft und bei der Firma Ladish in Wisconsin montiert. 1973 wurde der Hammer nach einem schweren Unfall stillgelegt und an das neue Schmiedewerk des Fiat-Konzerns verkauft. Als die Firma Alfing 1989 mehrere Einrichtungen aus dem Fiat Werk erwarb, wurde man auf den Gegenschlaghammer aufmerksam. 1990 wurde der Hammer wieder nach Wasseralfingen verfrachtet und ging modernisiert, auf dem ursprünglich dafür vorgesehenen Fundament, wieder in den Einsatz.

### Zweiter Weltkrieg – Produktionsverlagerung
Die Vermehrung der alliierten Luftangriffe, die dem Ziel der Zerstörung der deutschen Rüstungsindustrie galt, zwang Rüstungsminister Speer 1944/45 zur Verlagerung der Produktion in unterirdische Werkstätten. Da nur ca. 5 % des Maschinenparks in den vier extra errichteten Wasseralfinger Stollen Platz hatten, wurden nach Beschluss der Werksleitung 1945 die Maschinen wieder aus den Stollen herausgeholt. Die Maschinen waren durch die hohe Luftfeuchtigkeit stark korrodiert und ein Zug mit Drehmaschinen wurde durch einen einstürzenden Stollen verschüttet. Die Eingänge der Stollen sind heute noch auf dem Werksgelände und in Wasseralfingen sichtbar.

## Heute
Im Jahr 2025 beschäftigte die Maschinenfabrik Alfing Kessler ca. 1300 Mitarbeiter mit einem Jahresumsatz von über 320 Millionen Euro (in 2024).
Auf den Produktionsflächen werden Kurbelwellen und weitere präzise Bauteile (rotationssymmetrische und kubische) bis zu einer Länge von 8 m gefertigt. Das Produktportfolio findet Verwendung in den verschiedensten Branchen wie Automotive, Rennsport, Energie, Marine, Industrie, Oil & Gas, Bahntechnik oder Aviation. Der Bereich Hardening Machines entwickelt und produziert Härteanlagen und Induktoren, die weltweit vertrieben aber auch in der eigenen Produktion eingesetzt werden.

## Quelle
- Maschinenfabrik Alfing Kessler 1911–2011, 100 Jahre in Bewegung, ISBN 978-3-00-034505-0.
- Zeitungsartikel Schwäbische Post vom 9. Juli 2011, S. 25.